# Un-Go
Un-Go (яп. アンゴ Анго) — аниме-сериал, созданный на студии Bones под руководством режиссёра Сэйдзи Мидзусимы. Его трансляция началась в программном блоке noitaminA телекомпании Fuji TV 13 октября 2011 года.
Сериал основан на новелле Meiji Kaika Ango Torimono-chō (明治開化安吾捕物帳?) и получил своё название (Un-Go) по имени автора новеллы — Анго Сакагути; сценарий аниме написан Сё Айкавой, дизайнером персонажей выступила Юн Кога. Сериал доступен для онлайн-просмотра с английскими субтитрами в сервисах Crunchyroll и Anime on Demand. Открывающая композиция аниме — «How to Go» (исполняет School Food Punishment), закрывающая — «Fantasy» (LAMA).

## Сюжет
Сюжет рассказывает о приключениях детектива Синдзюро Юки и его помощника Инги. Действие сюжета разворачивается в альтернативном будущем Японии, где ход событий после Второй мировой войны отличается от того, что был на самом деле.

## Список персонажей
Синдзюро Юки (яп. 結城 新十郎 Ю:ки Синдзю:ро:) — Детектив, которого часто называют «Окаянный детектив». Имеет хорошую дедукцию и быстрые рефлексы, из-за чего его уважают в координационном департаменте и полиции. Синдзюро заключил договор с Ингой, который спас его от смерти. Договор заключался в том, что Инга больше не будет убивать людей, а взамен Юки покажет ему место, где находится очень много душ. В конце приквела Ринроку Кайсё даёт Синдзюро новое имя и фамилию, чтобы он избежал криминальной ответственности. Какое его настоящее имя — неизвестно.
Сэйю: Рё Кацудзи
Инга (яп. 因果 Инга) — Помощник Синдзюро. Периодически меняет свои обличья: может обернуться молодым весёлым мальчиком, либо взрослой серьёзной женщиной с большой грудью. В последней серии аниме показывает своё истинное обличье демона. Имеет необычные способности. Люди всегда отвечают правду на поставленный Ингой вопрос, но только на один. Это демонстрируется в заключительной серии сериала, когда Синдзюро отказывается отвечать на вопрос, потому что он уже отвечал Инге в прошлом.
Сэйю: Аки Тоёсаки
Ринроку Кайсё (яп. 海勝 麟六 Кайсё: Ринроку) — Известный детектив, который часто раскрывает преступления, не выходя из своего дома, через компьютер, с помощью веб-камер. У него есть дочь — Риэ, известная своей честностью (пример — сдать своего отца во время публичного процесса).
Сэйю: Синъитиро Мики
Кадзамори Саса (яп. 佐々 風守 Саса Кадзамори) — Искусственный интеллект, который может существовать в различных совместимых системах. После того, как была участником дела об убийстве, присоединяется к Синдзюро и Инге. Она часто обитает в одном из двух тел, робота, в форме девушки или небольшой мягкой игрушки панды. Имеет доступ к различным системам безопасности.
Риэ Кайсё (яп. 海勝 梨江 Кайсё: Риэ) — Дочь Ринроку Кайсё. Красивая, весьма упрямая девушка. Ей не нравится, когда её отец скрывает заговоры и проявляет интерес к Синдзюро.
Сэйю: Нодзоми Ямамото
Бэттэно (яп. 別天王 Бэттэн о:) — Бэттэно имеет бледную кожу, длинные белые волосы и коричневато-чёрные глаза. Часть её волос коричневого цвета собраны в пучки с каждой стороны головы, в то время как остальные распущены. Её настоящая форма — огромный белый кролик c бледными глазами и меткой на каждом глазу. Бэттэно путают с богиней из-за её особой способности порождать иллюзии, неотличимые от реальности в том случае, если человек слышит и видит её Хозяина. Бэттэно не всемогуща — она не может представить живого человека мертвым и не может создать иллюзию того, кого человек видит прямо сейчас.
Идзуми Кояма (яп. 虎山 泉 Кояма Идзуми) — Детектив-прокурор, который хладнокровно и грубо относится к Синдзюро.
Сэйю: Такако Хонда
Сэйгэн Хаями (яп. 速水 星玄 Хаями Сэйгэн) — Директор Бюро общественной безопасности и части городского департамента полиции.
Сэйю: Мию Ирино

## Список серий
| № серии | Название серии                                                          | Трансляция в Японии  |
| ------- | ----------------------------------------------------------------------- | -------------------- |
| 1       | Убийство на вечернем балу «Буто:каи но Сацудзин» (舞踏会の殺人)         | 14 октября 2011 года |
| 2       | Безжалостная песня «Мудзё: но Ута» (無情のうた)                         | 20 октября 2011 года |
| 3       | Тайный особняк «Фукумэн Ясики» (覆面屋敷)                               | 27 октября 2011 года |
| 4       | Разоблачённый особняк «Сагао но Иэ» (素顔の家)                          | 3 ноября 2011 года   |
| 5       | Иллюзорная статуя «Маборосино-дзо:» (幻の像)                            | 10 ноября 2011 года  |
| 6       | Слишком простой код «Амарини мо кантан'на анго:» (あまりにも簡単な暗号) | 17 ноября 2011 года  |
| 7       | Грёзы наяву «Хакутиюуму» (ハクチユウム)                                 | 24 ноября 2011 года  |
| 8       | Король Рая «Ракуэн но о:» (楽園の王)                                    | 1 декабря 2011 года  |
| 9       | Преступление Ринроку Кайсё «Каисё: Ринроку но хандзаи» (海勝麟六の犯罪) | 8 декабря 2011 года  |
| 10      | Похороны Ринроку Кайсё «Каисё: Ринроку но со:со:» (海勝麟六の葬送)      | 15 декабря 2011 года |
| 11      | Я просто ищу «Ватаси ва тада сагаситэ иру» (私はただ探している)         | 22 декабря 2011 года |

## Манга-адаптации
Параллельно с аниме было выпущено 2 манги. «UN-GO: Haisen Tantei Yuuki Shinjuurou» является манга-адаптацией аниме, которую рисует J-ta Yamada, а «UN-GO: Inga-ron» рассказывает о первой встрече Инги и Синдзюро, и о их первом деле.

## Отзывы и критика
По мнению рецензента сайта japanator.com Джеффа Чуанга (Jeff Chuang) положительным моментом сериала является тот факт, что в качестве детектива здесь выступает взрослый человек, а не ребёнок, как, например, Эдогава Конан в Detective Conan или Викторика в Gosick.